# 皇路店镇
皇路店镇，是中华人民共和国河南省南阳市南召县下辖的一个乡镇级行政单位。

## 行政区划
皇路店镇下辖以下地区：
鸭河村、逯家庄村、黄家庄村、张井村、街北村、沽沱村、街南村、核桃园村、槐树底村、尹店村、楼上村、薛庄村、任营村、杨砦村、杨树岗村、黄寨村、广庄村、焦庄村、王庄村、皇老庄村、褚庄村、岗头村、郑庄村、余川寺村和高嘴坡村。